# Mandibulă

Oasele craniului (în paranteză numele latin):
1. Osul frontal (Os frontale)
2. Osul parietal (Os parietale)
3. Osul nazal (Os nasale)
4. Osul etmoid (Os ethmoidale)
5. Osul lacrimal (Os lacrimale)
6. Osul sfenoid (Os sphenoidale)
7. Osul occipital (Os occipitale)
8. Osul temporal (Os temporale)
9. Osul zigomatic (Os zygomaticum)
10. Maxilă (Maxilla)
11. Mandibulă (Mandibula)

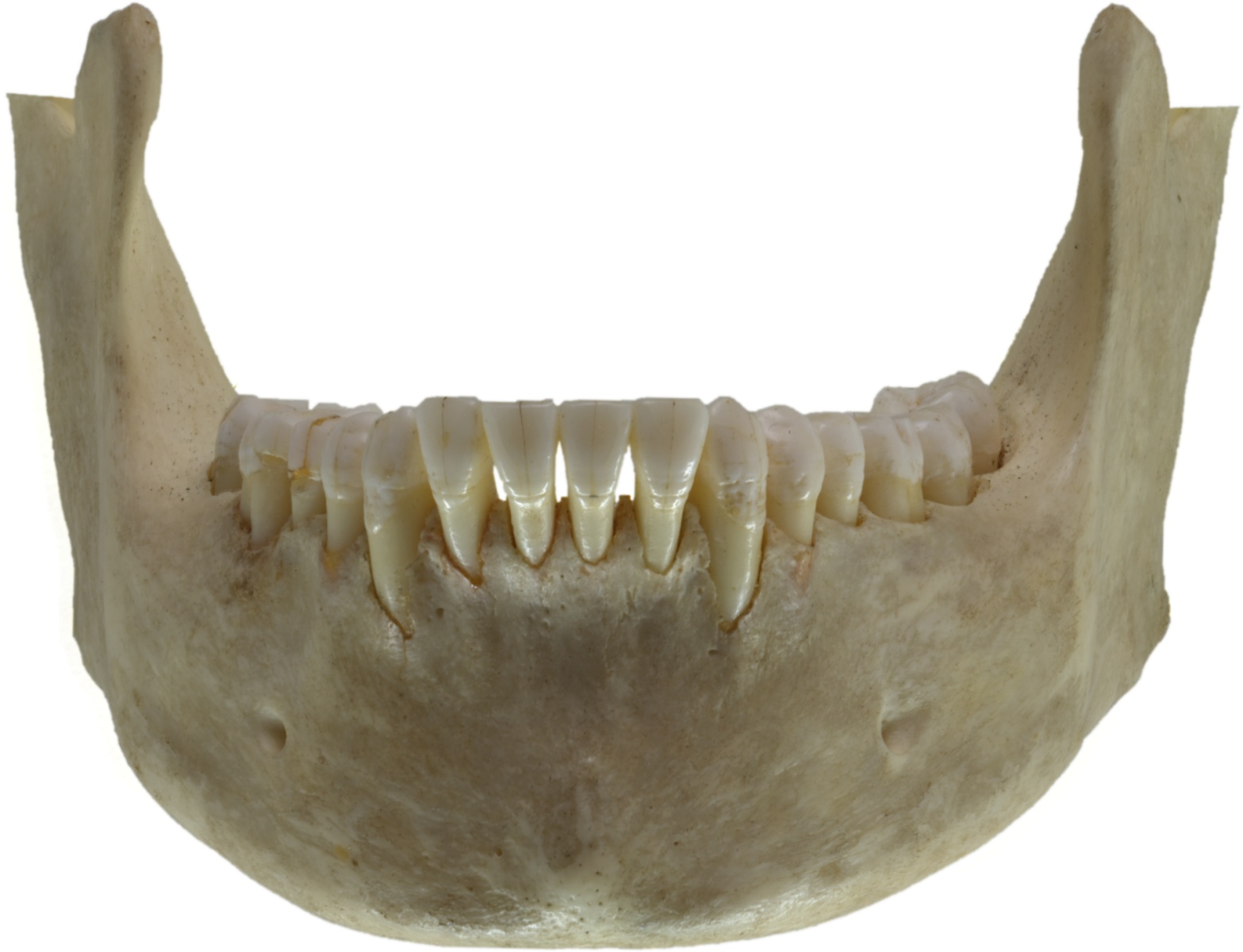
Mandibulă umană vedere frontală

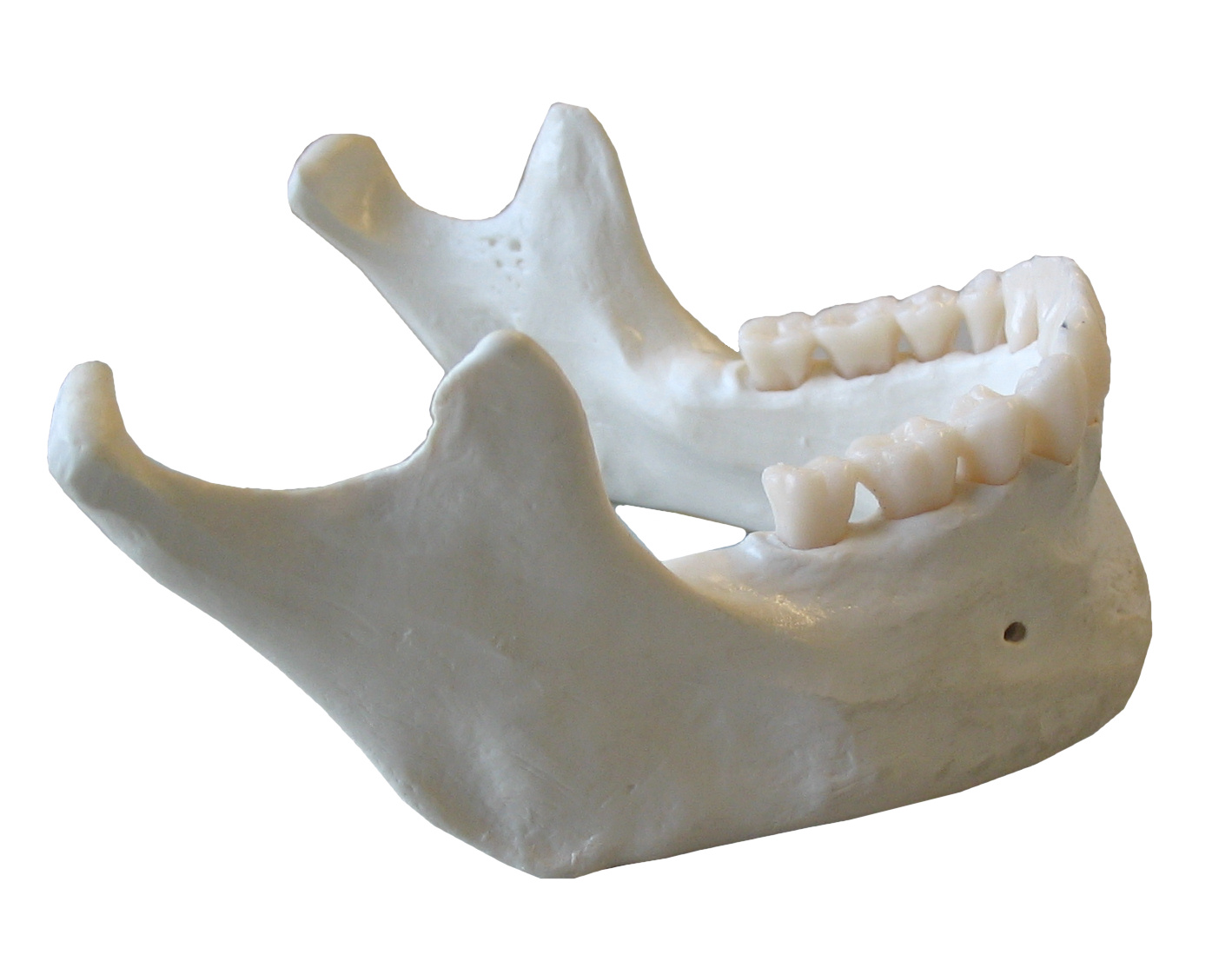
Mandibulă umană vedere laterală

Mandibula sau maxilarul inferior (Mandibula) este un os median și nepereche situat în partea inferioară a feței; este singurul os mobil al scheletului visceral. Mandibula este formată din două jumătăți simetrice, independente la făt și sudate pe linia mediană la adult. Prezintă un corp și două ramuri. Corpul în formă de potcoavă are 2 fețe (externă, internă), 2 porțiuni (superioară - porțiunea alveolară, inferioară - baza mandibulei) și 2 margini (inferioară, superioară); pe marginea superioară (arcada alveolară inferioară) se află dinții mandibulari. Ramurile mandibulei în formă de lame patrulatere îndreptate oblic în sus și înapoi prezintă 2 fețe (laterală, medială), 4 margini (anterioară, posterioară - parotidiană, inferioară și superioară), 2 procese (procesul coronoidian și procesul condilian). Procesul condilian se articulează cu temporalul (articulația temporomandibulară). Mandibula este străbătută de canalul mandibulei

## Corpul mandibulei

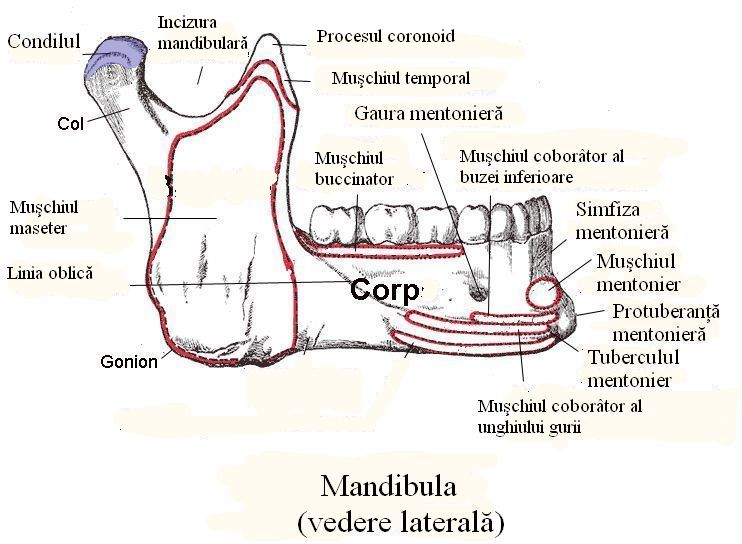
Mandibula vedere laterală dreapta

Corpul mandibulei (Corpus mandibulae) este porțiunea orizontală a mandibulei ce se extinde posterior până la unghiul mandibulei,  este concav înapoi având forma de potcoavă sau forma unui "U". Are două porțiuni: una inferioară, mai compactă -  baza mandibulei (Basis mandibulae) - și alta superioară, care poartă dinții - porțiunea alveolară (Pars alveolaris). Limita dintre cele două porțiuni se prezintă ca o strangulare a corpului. Unii autori consideră baza mandibulei ca fiind marginea inferioară a corpului. Corpul mandibulei are două fețe - una externă (anterioară) și alta internă (posterioară) - și două margini - una inferioară, și alta superioară, pe marginea superioară (arcada alveolară inferioară) se află dinții mandibulari.

### Fața externă
Fața externă sau fața anterioară are pe linia mediană o creastă verticală puțin proeminentă - simfiza mentonieră (Symphysis mandibulae), care este locul de fuziune a celor două jumătăți din care se formează mandibula, este fibrocartilaginoasă la făt și se osifică în primul an de viață. Simfiza mentonieră se continuă în jos printr-o proeminență triunghiulară, cu baza în jos,  - protuberanța mentonieră (Protuberantia mentalis), care este caracteristică speciei umane. Lateral de simfiza mentală, sub dinții incisivi și deasupra protuberanței mentoniere se află o depresiune - foseta mentonieră (numită și foseta mentală sau foseta incisivă) - pe ea se inserează mușchiul mentonier (mental) (Musculus mentalis). Lateral de protuberanța mentonieră se află câte un mic tubercul mentonier (Tuberculum mentale). Protuberanța mentonieră și tubercul mentonier formează baza osoasă a mentonului (bărbiei). Pe protuberanța mentonieră se află două puncte craniometrice: gnation (Gnathion) care reprezintă punctul cel mai inferior al liniei mediane a mandibulei și pogonion (Pogonion) care este punctul median cel mai anterior a protuberanței mentale în plan sagital. Lateral de protuberanța mentonieră la jumătatea înălțimii corpului mandibulei, sub premolarul al doilea, se află un orificiu rotund - gaura mentonieră (Foramen mentale) - prin care trece mănunchiul vasculo-nervos mentonier: ramura mentonieră a arterei alveolare inferioare (Ramus mentalis arteriae alveolaris inferioris), vena mentonieră (Vena mentalis) și nervul mentonier (Nervus mentalis). Gaura mentonieră reprezintă orificiul anterior al canalului mandibular. De la tuberculul mentonier, sub gaura mentonieră pornește, în sus și înapoi, o creastă - linia oblică (Linea obliqua) - care se termină pe marginea anterioară a ramurii mandibulei. Pe linia oblică se inserează unii mușchi pieloși: anterior se inserează mușchiul coborâtor al buzei inferioare (Musculus depressor labii inferioris), iar posterior și sub această inserție se inserează mușchiul coborâtor al unghiului gurii (Musculus depressor anguli oris). Sub linia oblică, în apropierea marginii inferioare sau pe partea externa a acesteia, se inserează pielosul gâtului (Musculus platysma).

### Fața internă
Fața internă sau fața posterioară prezintă pe linia mediană lângă marginea inferioară patru mici proeminențe osoase: două superioare numite spina mentonieră superioară  (Spina mentalis superior) sau spina geni superioară (Spina geni superior) și două inferioare numite spina mentonieră inferioară (Spina mentalis inferior) sau spina geni inferioară (Spina geni inferior). Pe spina mentonieră superioară se inseră mușchiul genioglos (Musculus genioglossus), iar pe spina mentonieră inferioară mușchiul geniohioidian (Musculus geniohyoideus). Spinele mentoniere uneori fuzionează formând o proeminență unică, sau pot lipsi. Deasupra spinelor mentoniere adesea se află gaura linguală (geniană) (Foramen linguale) ce duce într-un canal ce străbate mandibula și care conține o ramură a arterei linguale (Arteria lingualis). Pe fața internă a corpului mandibulei se află o creastă oblică - linia milohioidiană (Linea mylohyoidea) - ce se extinde de la un punct aflat sub spinele mentoniere până la marginea anterioară a ramurii mandibulare posterior de ultimul dinte molar. Linia milohioidiană împarte fața internă a corpului mandibulei în două porțiuni: una deasupra acestei linii care corespunde cavității bucale, alta sub această linie care corespunde gâtului. Pe linia milohioidiană se inserează mușchiul milohioidian (Musculus mylohyoideus). Deasupra capătului posterior al liniei milohioidiană se inserează porțiunea milofaringiană (Pars mylopharyngea) a mușchiului constrictor superior al faringelui (Musculus constrictor pharyngis superior). Deasupra porțiunii mediale a liniei milohioidiene se află o depresiune triunghiulară - foseta sublinguală (Fovea sublingualis) - care găzduiește glanda sublinguală. Dedesubtul liniei milohioidiene, spre extremitatea posterioară, se află o altă depresiune, alungită - fosetă submandibulară (Fovea submandibulari) - care găzduiește glanda submandibulară. Deasupra liniei milohioidiene, la nivelul premolarilor, se găsește o proeminență inconstantă - torusul mandibular (Torus mandibularis), care are o prevalență de 6% în populația albă și poate fi o jenă în purtarea unei proteze dentare, în acest caz fiind îndepărtată pe cale chirurgicală.

### Marginea inferioară
Marginea inferioară a corpului mandibulei se extinde posterolateral de la simfiza mentonieră până la marginea inferioară a ramurii mandibulei. De o parte și de alta a liniei mediane pe fața internă se află o depresiune - fosa digastrică (Fossa digastrica) - pe care se inserează porțiunea anterioară a mușchiului digastric (Musculus digastricus). Lateral de fosa digastrică, se află un șanț determinat de trecerea arterei faciale.

### Marginea superioară
Marginea superioară corespunde porțiunii alveolare a corpului mandibulei (numită și procesul alveolar inferior). Pe partea liberă de sus a porțiunii alveolare se află arcada alveolară inferioară (Arcus alveolaris mandibulae) cu 16 alveole dentare (Alveoli dentales mandibulae) în care se află rădăcinile dinților inferiori. Rădăcinile dinților sunt fixate de alveole dentare prin intermediul periodontului (numit și ligamentul alveolo-dentar sau ligamentul periodontal). Alveolele dentare sunt separate între ele prin niște pereți osoși numiți septuri interalveolare (Septa interalveolaria mandibulae). Alveolele dentare sunt fie uniloculare, fie multiloculare după numărul rădăcinilor dinților. Alveolele dentare ale dinților incisivi, canini, premolari sunt uniloculare - conțin o singură rădăcină dentară. Alveolele dentare ale dinților molari sunt multiloculare - conțin 2 sau 3 rădăcini dentare, care sunt separate între ele prin septuri interradiculare (Septa interradicularia mandibulae). Pe fața anterioară a porțiunii alveolare se află niște proeminențe verticale, numite eminențe alveolare (Juga alveolaria mandibulae), acestea corespund reliefului alveolelor dinților frontali (incisivi și canini) care proemină în afară. Pe partea posterioară a porțiunii alveolare a mandibulei, sub dinții molari și pe creasta buccinatorului (ce se află posterior de ultimul molar pe porțiune inferioară a marginii anterioare a ramurii mandibulei) se inserează mușchiul buccinator (Musculus buccinator).

## Ramurile mandibulei

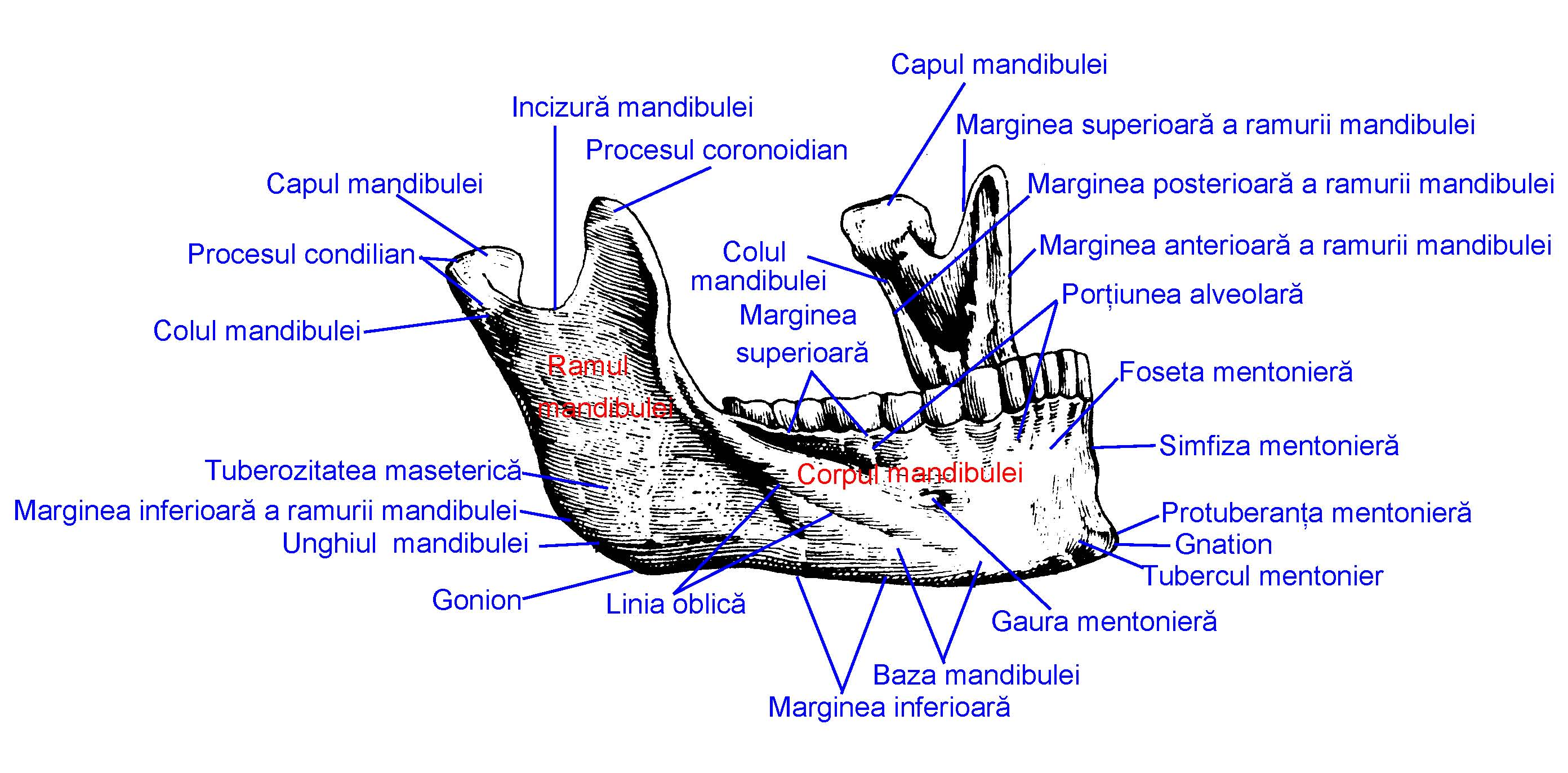
Mandibula la om văzută lateral

Ramurile mandibulei (Ramus mandibulae) sunt două lame de formă patrulateră, care se ridică oblic în sus și înapoi de o parte și de alta de la extremitățile posterioare ale corpului mandibulei. Ramurile prezintă 2 fețe: laterală, medială, 4 margini: anterioară, posterioară, inferioară și superioară, 2 procese aflate pe marginea superioară: procesul coronoidian și procesul condilian. Procesul condilian se articulează cu osul temporal formând articulația temporomandibulară. Ramurile formează cu corpul un unghi - unghiul mandibulei (Angulus mandibulae). Valorile medii a unghiului mandibulei sunt de 133° la vârsta de 0-2 ani, 128° la 7-10 ani,  124° la adult. 127° la persoanele senile. Pe vârful unghiului mandibulei se găsește un punct craniometric - gonion (Gonion) ce reprezintă punctul cel mai lateral, inferior și posterior al unghiului mandibulei. 

### Fața laterală
Fața laterală a ramurii mandibulei are puține elemente anatomice distinctive. În porțiunea ei infero-posterioară și pe unghiul mandibulei se află o suprafață rugoasă alungită - tuberozitatea maseterică (Tuberositas masseterica) pe care se inserează mușchiului maseter (Musculus masseter).

### Fața medială
Fața medială a ramurii mandibulei este mai accidentată. La mijlocul ei se află gaura mandibulei (Foramen mandibulae), prin care pătrunde mănunchiul vasculonervos alveolar inferior: artera și vena alveolară inferioară (Arteria et vena alveolaris inferior) și nervul alveolar inferior (Nervus alveolaris inferior). Gaura mandibulei reprezintă orificiul posterior al canalului mandibular. Gaura mandibulei este mărginită anterior de o proeminență triunghiulară - lingula mandibulei (Lingula mandibulae) care este un reper pentru anestezierea locală a nervului mandibular; lingula mandibulei acoperă parțial gaura mandibulei.  Pe lingula mandibulei se inserează  ligamentul sfenomandibular (Ligamentum sphenomandibulare). Gaura mandibulei este mărginită posterior, uneori, de o altă proeminență - antilingula (Antilingula), aceasta fiind întâlnită în 50% de cazuri. De la marginea inferioară a găurii mandibulei, cu direcția în jos și anterior, spre corpul mandibulei, pleacă un șanț - șanțul milohioidian (Sulcus mylohyoideus mandibulae) pe unde coboară artera milohioidiană (Ramus mylohyoideus arteriae alveolaris inferioris) și nervul milohioidian (Nervus mylohyoideus). În partea inferioară a feței mediale, către unghiul mandibulei, se află o suprafață rugoasă - tuberozitatea pterigoidiană (Tuberositas pterygoidea mandibulae) pe care se inserează mușchiului pterigoidian medial (Musculus pterygoideus medialis).

### Marginea anterioară
Marginea anterioară a ramurii mandibulei este ascuțită, se continuă în jos cu linia oblică de pe corpul mandibulei. Pe fața medială a ramurii mandibulei lângă marginea anterioară se află o creastă - creasta temporală (Crista temporalis) care coboară pe fața medială a procesului coronoidian de la vârful lui până la un punct aflat posterior de ultimul molar. Pe creasta temporală se inserează  mușchiul temporal (Musculus temporalis). Posterior de ultimul molar se află o depresine rugoasă - fosa retromolară (Fossa retromolaris), mărginită medial de porțiunea inferioară a crestei temporale și lateral de linia oblică. Porțiunea orizontală infero-anterioară a fosei retromolare este numită triunghiul retromolar (Trigonum retromolare). În interiorul triunghiul retromolar se află o creastă - creasta buccinatorului (Crista buccinatoria) ce se extinde de la baza procesului coronoidian a mandibulei până la un punct aflat posterior de ultimul molar; unii autori consideră creasta buccinatorului ca fiind creasta temporală.  Pe creasta buccinatorului de inserează porțiune mandibulară a mușchiul buccinator (Musculus buccinator).

### Marginea posterioară
Marginea posterioară a ramurii mandibulei numită și marginea parotidiană se extinde de la procesul condilian până la unghiul mandibulei, și este ușor convexă în porțiunea sa superioară și concavă în porțiunea sa inferioară. Ea lasă o impresiune adâncă pe fața anterioară a glandei parotide, care înconjoară această margine.

### Marginea inferioară
Marginea inferioară a ramurii mandibulei se continuă anterior cu marginea inferioară a corpului. Marginea inferioară se întâlnește cu margini posterioară la unghiul mandibulei (Angulus mandibulae). Unii autori nu acceptă termenul de "margine inferioară", considerând că unghiul mandibulei este format din întâlnirea marginii posterioară a ramurii mandibulei cu marginea inferioară a corpului mandibulei.

### Marginea superioară
Marginea superioară a ramurii mandibulei este subțire, are 2 prelungiri: una anterioară - procesul coronoidian (Processus coronoideus) și alta posterioară -  procesul condilian (Processus condylaris). Între aceste două procese se află o scobitura adâncă - incizură (scobitura) mandibulei (Incisura mandibulae) - prin care trece mănunchiului vasculonervos maseterin spre mușchiul maseter: arteră maseterină (Arteria masseterica), nervul maseterin (Nervus massetericus).
- Procesul coronoidian sau apofiza coronoidă (Processus coronoideus mandibulae) este o lamă triunghiulară, turtită transversal (lateral), situată la capătul anterior al marginii superioare a ramurii mandibulare, are un vârf ascuțit îndreptat în sus și o baza ce se confundă cu marginea superioară a ramurii mandibulei. Marginea anterioară a procesului coronoidian se continuă cu marginea anterioară a ramurii mandibulare, iar marginea posterioară formează peretele anterior al incizurii mandibulei. Pe fața medială a procesului se află o creasta - creasta temporală (Crista temporalis) - care coboară de la vârful lui până la un punct aflat posterior de ultimul molar. Pe procesul coronoidian se inseră mușchiul temporal (Musculus temporalis). Inserția muschiului temporal se face pe fața medială, vârful, marginile anterioară și posterioară ale procesului coronoidian, pe creasta temporală și pe marginea anterioară a ramurii mandibulei până aproape de al treilea dinte molar.
- Procesul condilian sau apofiza condiliană (Processus condylaris mandibulae) este situat la capătul posterior al marginii superioare a ramurii mandibulare, posterior de incizură mandibulei și este format de colul mandibulei și capul mandibulei.

-   - Capul mandibulei sau condilul mandibular (Caput mandibulae) se află pe porțiunea superioară a procesului condilian, este turtit antero-posterior, are o formă elipsoidă, cu axul mare îndreptat medial și înapoi. Capul mandibulei are două versante (povârnișuri) separate de o creastă transversala: versantul anterior articular și versantul posterior nearticular, mai abrupt. Versantul anterior și creasta sunt acoperite de un strat subțire de cartilaj și formează o suprafață articulară, care se articulează cu fosa mandibulara (Fossa mandibularis) a temporalului și formează articulația temporomandibulară (Articulatio temporomandibularis). Versantul posterior nearticular poate fi acoperit numai pe o mică întindere de fibrocartilaj.

-   - Colul mandibulei (Collum mandibulae) este o coloană îngustă aflată sub capul mandibulei. Pe partea postero-externă a colului mandibulei se inseră ligamentul lateral al articulației temporomandibulare (Ligamentum laterale articulationis temporomandibularis), iar pe partea postero-medială a colului mandibular se inseră ligamentul medial al articulației temporomandibulare (Ligamentum mediale articulationis temporomandibularis). Pe partea antero-medială a colului se află o depresiune mică - foseta pterigoidiană (Fovea pterygoidea mandibulae) - pe care se inserează mușchiul pterigoidian lateral (Musculus pterygoideus lateralis). Între colul mandibulei și ligamentul sfenomandibular (Ligamentum sphenomandibulare) se formeaza butoniera retrocondiliană Juvara (termenul francez: boutonnière rétrocondylienne de Juvara) prin care trec nervul auriculotemporal (Nervus auriculotemporalis), artera maxilară (Arteria maxillaris) și vena maxilară (Vena maxillaris) .

## Conformația interioară
Fiecare din cele două jumătăți simetrice a mandibulei este străbătută de canalul mandibulei (Canalis mandibulae), care începe de la gaura mandibulei (Foramen mandibulae) aflată pe fața medială a ramurii mandibulei, coboară oblic în jos și înainte străbătând ramura mandibulei, apoi merge orizontal înainte în interiorul corpului mandibulei, sub rădăcinile dinților molari cu care comunică prin niște orificii mici, și se bifurcă la nivelul primului sau al doilea dinte premolar în două ramuri: laterală - canalul mental și medială - canalul incisiv. Canalul mental (mentonier) este scurt, se termină cu gaura mentonieră (Foramen mentale) de pe fața anterioară a corpului. Canalul incisiv continuă traiectul canalului mandibulei și se termină sub rădăcina dinților incisivi. Canalul mandibulei conține mănunchiul vasculonervos alveolar inferior: artera și vena alveolară inferioară (Arteria et vena alveolaris inferior) și nervul alveolar inferior (Nervus alveolaris inferior). Mănunchiul vasculonervos alveolar inferior se bifurcă în două ramuri: 1) mănunchiul vasculonervos mentonier care se află în canalul mental (mentonier)  și este format de ramura mentonieră a arterei alveolare inferioare (Ramus mentalis arteriae alveolaris inferioris), vena mentonieră (Vena mentalis) și nervul mentonier (Nervus mentalis); 2) mănunchiul vasculonervos incisiv care se află în canalul incisiv și este format de ramurile dentale (incisive)  a arterei alveolare inferioare (Rami dentales arteriae alveolaris inferioris), nervul incisiv care este o continuare reală a nervului alveolar inferior.

## Osificare
Mandibula se dezvolta prin osificare desmală (de membrana)

## Legături externe
- „Mandibulă” la DEX online